# Dumbrăveni (gmina w okręgu Suczawa)
Dumbrăveni – gmina w Rumunii, w okręgu Suczawa. Obejmuje miejscowości Dumbrăveni i Sălăgeni. W 2011 roku liczyła 7480 mieszkańców.